# Nicolai Anders von Hartwiss
Nicolai Anders von Hartwiss (traslitera Андерс Николай фон Хартвис 1791 - 1860 ) fue un botánico ruso. Y exploró Crimea y Georgia.

## Honores

### Epónimos
- (Boraginaceae) Cordia hartwissiana Regel[2]
- (Cupressaceae) Juniperus hartwissiana Steven ex Koeppen[3]
- (Fagaceae) Quercus hartwissiana Steven[4]
- (Paeoniaceae) Paeonia hartwissiana Hort. ex Trautv.[5]

- La abreviatura «Hartwiss» se emplea para indicar a Nicolai Anders von Hartwiss como autoridad en la descripción y clasificación científica de los vegetales.[6]